# Kościół św. Wojciecha w Gdańsku-Świbnie
Kościół św. Wojciecha w Gdańsku-Świbnie (Sanktuarium Milenijne Świętego Wojciecha Chrzciciela) – rzymskokatolicki kościół sanktuaryjny znajdujący się w Gdańsku-Świbnie. Jest siedzibą parafii św. Wojciecha, wchodzącej w skład dekanatu Gdańsk-Dolne Miasto należącego do archidiecezji gdańskiej.

## Historia
- lata 20. XX wieku – powstanie kaplicy, która do 1945 używana była przez ewangelików. Posiadała ona kubaturę 758 m sześciennych, długość 15,2 m, szerokość 9,7 m i wysokość 5 m. Mieściła ona 130 wiernych na miejscach siedzących oraz 120 na stojących.
- 1970 – remont kapitalny kaplicy, połączony z otynkowaniem ścian, zastąpieniem drewnianej podłogi terakotą oraz stolarki okiennej szybami witrażowymi. Tabernakulum z 1966 przyozdobiono bursztynem, a w ołtarzu głównym pojawił się krzyż z czerwonego kruszywa z cementem.
- 11 lipca 1970 – poświęcenie przez bpa Lecha Kaczmarka.
- 1974 – ustanowiono samodzielny wikariat w Świbnie.
- 1977 – w ludwisarni Felczyńskich w Przemyślu odlano dzwony: „Maryja Jasnogórska” (315 kg), „św. Piotr” (156 kg) i „św. Wojciech” (93 kg) do kościoła.
- 15 maja 1981 – erygowano parafię św. Wojciecha.
- 1983–1985 – powstał dom parafialny (kamień węgielny wmurowano 18 listopada 1984).
- 30 listopada 1987 - przyjęto ostateczny projekt kościoła, autorstwa Szczepana Bauma.
- czerwiec 1990 – poświęcono fundamenty powstającego kościoła.
- 23 kwietnia 1993 – parafia otrzymała figurę św. Wojciecha Chrzciciela.
- marzec 1994 – parafia posiada relikwie św. Wojciecha.
- 20 kwietnia 1997 – abp Tadeusz Gocłowski poświęcił kościół i podniósł go do rangi Milenijnego Sanktuaium św. Wojciecha.
- 6 czerwca 1999 – o 8.45 świątynię pobłogosławił z helikoptera Jan Paweł II.
- 11 czerwca 2000 – konsekracja kościoła. W jej trakcie abp Gogłowski ustanowił sanktuarium "Kościołem Jubileuszowym"
- 6 czerwca 2009 – umieszczenie w kościele tablicy jubileuszowej, upamiętniającej poświęcenie świątyni przez Jana Pawła II[1].
- 2011 – remont wieży[2].

## Relikwie
W świątyni znajdują się relikwie św. Brygidy, św. Wojciecha, św. Faustyny Kowalskiej i bł. Marii Karłowskiej.